# 오색기
오색기(五色旗)는 5개의 색으로 구성된 기를 말한다.

## 오색기에 해당하는 기 목록

앤티가 바부다의 국기
중앙아프리카 공화국의 국기
코모로의 국기
도미니카 연방의 국기
가이아나의 국기
에스와티니의 국기
모잠비크의 국기
나미비아의 국기
세인트키츠 네비스의 국기
세이셸의 국기
짐바브웨의 국기
국제 불교기
일본 불교기
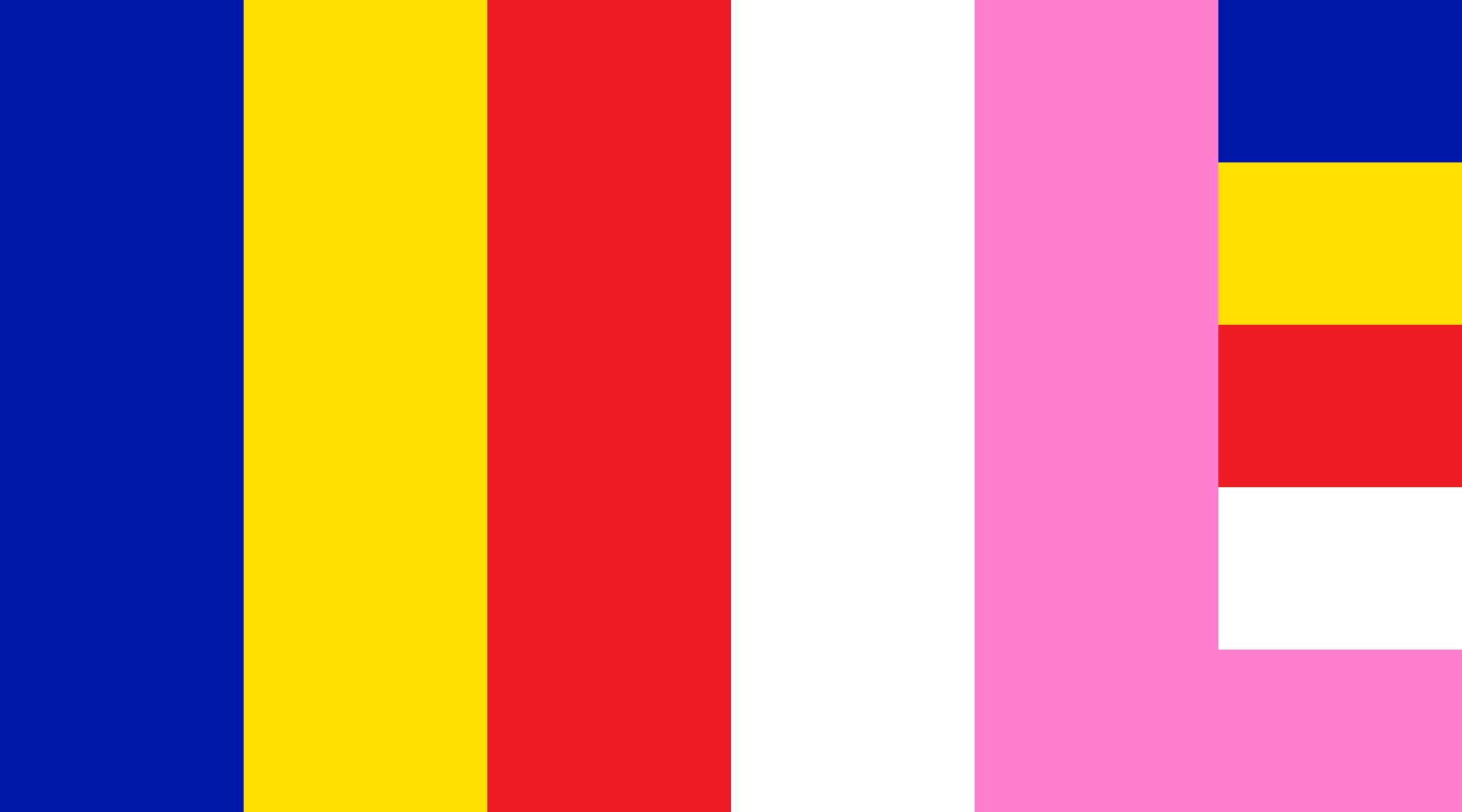
미얀마 불교기
라오스 불교기
티베트 불교기
네팔 불교기
정토진종 불교기
드루즈 오색기 (1924년 ~ 1936년)
드루즈 오색기 (1921년 ~ 1936년)
드루즈 오색기
중화민국의 국기 (1912년 ~ 1928년)
중화제국의 국기 (1915년 ~ 1916년)
중화제국의 국기 (1915년 ~ 1916년)
만주국의 국기 (1932년 ~ 1945년)
중화민국 유신정부의 국기 (1938년 ~ 1940년)
짐바브웨 로디지아의 국기 (1979년 ~ 1980년)

## 같이 보기
- 이색기
- 삼색기